# Théorie du développement moral de Kohlberg
La théorie du développement moral par stades est un modèle[Lequel ?] développé par Lawrence Kohlberg, psychologue américain, à partir de sa thèse de doctorat The Development of Modes of Thinking and Choices in Years 10 to 16  (1958) et inspiré par le modèle du développement cognitif par paliers d'acquisition de Jean Piaget.
Kohlberg développera cette théorie toute sa vie durant, elle sera l'objet de nombreuses discussions en psychologie morale (constituant pendant plus de 30 ans le paradigme de la discipline). Parmi les autres chercheurs ayant contribué à l'approfondissement du modèle de Kohlberg citons Elliot Turiel et James Rest.

## Méthode
Pour déterminer le stade maximal de développement moral atteint par un enfant, Lawrence Kohlberg pose des dilemmes moraux, dont le but est d'amener le sujet à son maximum de réflexion éthique. Le plus célèbre de ces dilemmes, le dilemme de Heinz, se résume ainsi :

« La femme de Heinz est très malade. Elle peut mourir d’un instant à l’autre si elle ne prend pas un médicament X. Celui-ci est hors de prix et Heinz ne peut le payer entièrement. Il se rend néanmoins chez le pharmacien et lui demande le médicament, ne fût-ce qu’à crédit. Le pharmacien refuse. Que devrait faire Heinz ? Laisser mourir sa femme ou voler le médicament ? »

.
Ce qui importe pour déterminer le stade moral atteint, ce n'est pas la réponse donnée, mais le type de justification. Les tests de Kohlberg ne sont pas des tests conçus à des fins de diagnostic. Ils ont pour fin de mesurer la relation statistique entre différentes variables (notamment l'âge, le sexe, la délinquance, etc.) et le niveau de développement moral.

## Caractéristiques du développement moral
Après avoir administré ses tests à un large échantillon de jeunes, Kohlberg et ses élèves en ont conclu que le développement moral est :
- séquentiel, c'est-à-dire qu'il se développe par étapes successives qui ne peuvent être devancées ;
- irréversible, sauf dans le cas de dégénérescences telles que la maladie d'Alzheimer : une fois l'un des stades acquis, une personne ne peut régresser à un stade antérieur ;
- intégratif, une personne ayant acquis un stade supérieur étant à même de comprendre les raisonnements des individus ayant atteint les stades inférieurs ;
- transculturel, c'est-à-dire que dans toutes les cultures, le développement moral suit les mêmes étapes ;
- parfois stagnant, tout le monde n'atteint pas nécessairement le stade suivant.

L'irréversibilité est cependant à nuancer, il existe des variations intra-individuelles, c'est-à-dire qu'un même individu peut dans différentes situations émettre des jugements moraux appartenant à des stades distincts. Cette variabilité intra-individuelle peut s'expliquer de différentes façons.
Premièrement, la distribution des réponses est le plus souvent gaussienne centrée sur un stade dominant, le stade actuel, certaines réponses marquant l'ébauche du stade supérieur et d'autres un vestige du stade inférieur. La progressivité du développement moral que reflète une telle distribution s'explique par l'acquisition d'une nouvelle règle dans des contextes précis au préalable de sa généralisation. Certains contextes se prêtent plus que d'autres à l'application de la nouvelle règle. Ce fait est mis en évidence par les résultats obtenus avec des variantes du dilemme de Heinz, il est ainsi plus facilement envisageable de juger moral de voler pour sauver sa femme que pour sauver sa voisine.
Par ailleurs, on observe une différence entre les jugements émis à propos de situations fictives et les jugements émis à propos de situations réelles, rencontrées par le sujet au cours de sa vie quotidienne (situations soit personnelles s'il y a participé, situations impersonnelles si elles lui ont seulement été rapportées). Les jugements sur des situations fictives appartiennent à un stade supérieur dans 88 % et 95 % des cas comparés respectivement aux jugements sur des situations impersonnelles et ceux sur des situations personnelles.

## Stades de développement moral
Les âges indiqués sont les valeurs dans lesquelles la grande majorité des sujets sont compris, ce qui explique le chevauchement. Certaines personnes peuvent être précoces ou au contraire en retard par rapport à ces valeurs indiquées. Les stades sont développés de 1 (le plus basique) à 6 (le plus élaboré) : 
1. punition ;
2. récompense ;
3. image donnée ;
4. légalisme ;
5. contrat social (local) ;
6. valeurs éthiques (universelles).

### Paliers préconventionnels
Ce niveau se caractérise par l'égocentrisme, c'est-à-dire que l'enfant ne se soucie que de son intérêt propre, les règles lui sont extérieures et l'enfant ne les perçoit qu'à travers la punition et la récompense.

#### Stade 1 - Obéissance et punition
L'enfant adapte son comportement pour fuir les punitions. Les normes morales ne sont pas intégrées.
Réponse possibles au dilemme de Heinz :
- Heinz ne doit pas voler car, s'il le fait, il ira en prison ;
- Heinz doit voler car sinon Dieu le punira d'avoir laissé sa femme mourir.

#### Stade 2 - Intérêt personnel
À ce stade, l'enfant intègre les récompenses en plus des punitions. Il réfléchit.
Réponse possibles au dilemme de Heinz :
- Heinz doit voler car sa femme l'aimera d'autant plus par la suite ;
- Heinz ne doit pas voler car c'est bien pire d'être envoyé en prison par le juge que d'être détesté par sa femme.

### Paliers conventionnels
L'altérité prend de l'importance. L'individu apprend à satisfaire des attentes, obéir à des lois, des règles générales

#### Stade 3 - Relations interpersonnelles et conformité
Le jeune intègre les règles du groupe restreint auquel il appartient. Sa principale interrogation est : que va-t-on penser de moi ?
Réponses possibles au dilemme de Heinz :
- Heinz ne doit pas voler car le groupe le considérera comme un délinquant ;
- Heinz doit voler car la communauté le considérera comme le sauveur de sa femme.

#### Stade 4 - Autorité et maintien de l'ordre social
L'enfant intègre les normes sociales. Il respecte les lois même si cela va contre son intérêt et qu'il sait pouvoir échapper à la sanction. On peut parler d'amour des lois ou de souci pour le bien commun.
Réponses possibles au dilemme de Heinz :
- Heinz ne doit pas voler car c'est interdit par la loi ;
- Heinz doit voler car les tribunaux ne condamnent pas le vol s'il est justifié alors que la non-assistance à personne en danger est condamnable.

### Paliers supra-conventionnels
Les paliers supra-conventionnels débutent avec l'adolescence, le début de l'âge adulte, ou ne sont pas atteints chez certains.
L'individu fonde son jugement moral sur des valeurs supérieures, que la loi retranscrit imparfaitement. Il considère donc que le respect de la loi est nécessaire, mais il peut reconnaître des conflits qui l'entraînent dans des dilemmes moraux entre ce respect des lois et des principes qui les fondent. Il est prêt à enfreindre une loi s'il juge celle-ci mauvaise ou à l'inverse est prêt à condamner moralement certaines activités et à se les interdire alors même que la loi les autorise.
Les individus qui n'atteignent pas ces stades sont incapables d'agir en suivant leur propre jugement. Ils en restent à une moralité pour laquelle la conformité aux opinions du groupe, le strict respect de la loi, des ordres donnés ou des procédures établies est nécessaire et suffisant pour agir de manière morale, même quand ils préféreraient agir autrement (ex. : légisme, défense d'Adolf Eichmann)

#### Stade 5 - Contrat social
À ce stade, l'individu pense que la loi doit être respectée, mais que certains conflits existent entre la loi et l'individu. Il pense qu'il est dans l'intérêt de la société de respecter les lois.
Réponses possibles au dilemme de Heinz :
- Heinz ne doit pas voler car cela menace l'activité du pharmacien et l'approvisionnement futur en médicaments pour tout le monde ;
- Heinz doit voler car le besoin immédiat prime, mais il lui faut se dénoncer afin qu'un juge se prononce sur l'indemnisation qu'il devra au pharmacien.

#### Stade 6 - Principes éthiques universels
Le jugement moral se fonde sur des valeurs morales à portée universelle (respect de la vie, égalité des droits, courage, honnêteté, respect du consentement, non-violence, etc.) et est adopté personnellement par le sujet à la suite d'une réflexion éthique. Ces valeurs morales que se donne le sujet priment sur le respect des lois. Ainsi, la personne est prête à défendre un jugement moral minoritaire. Elle est capable de juger bonne une action illicite ou au contraire de juger mauvaise une action licite.
D'après Kohlberg, seulement 13 % de la population adulte atteindrait le stade 6.
Réponses possibles au dilemme de Heinz :
- Heinz ne doit pas voler car le vol est universellement interdit pour de bonnes raisons anthropologiques et sociologiques ;
- Heinz doit voler car sauver une vie est plus important que respecter la propriété.

### Autres stades éventuels
Kohlberg envisageait des stades plus élaborés (transcendental morality, morality of cosmic orientation), en lien avec le développement de notions spirituelles et religieuses (au-delà du simple respect de lois religieuses), ainsi que des stades intermédiaires (« 4 1/2 »), mais il considérait qu'il manquait trop de preuve empirique pour les intégrer à son cadre.

## Réception et critique
La théorie du développement moral de Kohlberg domine pendant les années 1970 et 1980 dans le domaine de la psychologie morale au point que l’idée même de « développement moral » est souvent identifiée avec cette approche cognitive. Dans les années 1980, a lieu un déclin académique de l'hégémonie de l'éthique formaliste de Piaget et Kohlberg. Le structuralisme moral de Kohlberg est répudié par certains et revu par d'autres. Parmi les auteurs qui rejettent les théories de Kohlberg se trouvent Paul Vitz, Paul Philibert, Owen Flanagan et John C. Gibbs. Owen Flanagan conteste ainsi certains présupposés empiriques et philosophiques de Kohlberg. Il rejette l’idée d’égalité du potentiel moral[Comment ?] pour conclure que « la théorie de Kohlberg est un échec lamentable, un programme de recherche complètement dégénéré malgré le nombre de ses fidèles et leur loyauté. »

## Pour en savoir plus